# Embalse de Aiguamòg
El embalse de Aiguamòg  es un embalse sobre el río Aiguamòg situado en el municipio del Alto Arán, en la comarca del Valle de Arán provincia de Lérida.
Construido en el año 1969 para producir energía hidroeléctrica y regulación del caudal de agua, es propiedad de la empresa eléctrica Endesa.